# Securidaca purpurea
Securidaca purpurea är en jungfrulinsväxtart som beskrevs av Jean Jules Linden och Planch.. Securidaca purpurea ingår i släktet Securidaca och familjen jungfrulinsväxter. Inga underarter finns listade i Catalogue of Life.